# Первомайская улица (Владикавказ)
Первомайская улица — улица во Владикавказе (Северная Осетия, Россия). Находится в Затеречном муниципальном округе между улицей Заурбека Калоева и Московским шоссе.
Первомайская улица пересекается с улицами Тургеневской, Гончарова, Гастелло, проспектом Генерала Доватора и Кырджалийской улицей.
Улица названа в честь праздника 1 мая.
Улица образовалась в середине XIX века и была отмечена на плане города Владикавказа как Ермоловская улица. Называлась в честь российского генерала от инфантерии Алексея Петровича Ермолова. Упоминается под этим же названием в Перечне улиц, площадей и переулков от 1925 года.
21 июня 1928 года Ермоловская улица была переименована в Первомайскую улицу.
Участок от улицы Кырджалийской до Московского шоссе был переименован в улицу Кадырова, бывшего президента Чеченской Республики Ахмата Кадырова.

## Объекты
- Управление Росреестра по Северной Осетии
- Рынок «Первомайский»